# Банскобистришки край
Банскобистришкият край (на словашки: Banskobystrický kraj) е един от 8-те края на Словашката република. Административен център е град Банска Бистрица. Разположен е в южната част на страната. Площта му е 9455 км², а населението е 625 601 души (по преброяване от 2021 г.).

## Административно деление
Банскобистришкият край се състои от 13 окръга (на словашки: okresy):
- окръг Банска Бистрица (Banská Bystrica)
- окръг Банска Щявница (Banská Štiavnica)
- окръг Брезно (Brezno)
- окръг Велки Къртиш (Veľký Krtíš)
- окръг Детва (Detva)
- окръг Зволен (Zvolen)
- окръг Жарновица (Žarnovica)
- окръг Жар над Хроном (Žiar nad Hronom)
- окръг Крупина (Krupina)
- окръг Лученец (Lučenec)
- окръг Полтар (Poltár)
- окръг Ревуца (Revúca)
- окръг Римавска Собота (Rimavská Sobota)